# Танзанија на Светском првенству у атлетици на отвореном 2017.
Танзанија је учествовала на Светском првенству у атлетици на отвореном 2017. одржаном у Лондону од 4. до 13. августа шеснаести пут, односно учествовала је на свим првенствима до данас. Репрезентацију Танзаније представљала су 8 атлетичара (5 мушкараца и 3 жене) који су се такмичили у 4 дисциплине (2 мушке и 2 женске).,
На овом првенству Танзанија је по броју освојених медаља делила 37. место са 1 освојеном медаљом (бронзана). У табели успешности према броју и пласману такмичара који су учествовали у финалним такмичењима (првих 8 такмичара) Танзанија је са 1 учесником у финалу делила 46. место са 6 бодова.
| Плас. | Земља     | 1. место | 2. место | 3. место | 4. место | 5. место | 6. место | 7. место | 8. место | Бр. фин. | Бод. |
| ----- | --------- | -------- | -------- | -------- | -------- | -------- | -------- | -------- | -------- | -------- | ---- |
| =46.  | Танзанија | 0        | 0        | 1        | 0        | 0        | 0        | 0        | 0        | 1        | 6    |

## Учесници
| Мушкарци: - Емануел Гиники Гисамода — 5.000 метара - Габријел Џералд Геј — 5.000 метара - Алфонс Симбу — Маратон - Езекиел Џафари — Маратон - Стефно Гванду Хуче — Маратон | Жене: - Фаилуна Абди Матанга — 10.000 метара - Сара Рамадани — Маратон - Магдалена Шаури — Маратон |

## Освајачи медаља (1)

### Бронза (1)
- Алфонс Симбу — Маратон

## Резултати

### Мушкарци
| Атлетичар               | Дисциплина | Лични рекорд | Квалификације     | Квалификације     | Полуфинале | Полуфинале | Финале   | Финале       | Детаљи |
| Атлетичар               | Дисциплина | Лични рекорд | Резултат          | Место             | Резултат   | Место      | Резултат | Место        | Детаљи |
| ----------------------- | ---------- | ------------ | ----------------- | ----------------- | ---------- | ---------- | -------- | ------------ | ------ |
| Емануел Гиники Гисамода | 5.000 м    | 13:13,24     |                   |                   |            |            | 13:32,31 | 27 / 39 (42) |        |
| Габријел Џералд Геј     | 5.000 м    |              | Није завршио трку | Није завршио трку |            |            |          |              |        |
| Алфонс Симбу            | Маратон    | 2:09:10      | 2:09:50           |                   |            |            |          |              |        |
| Езекиел Џафари          | Маратон    | 2:11:55      | 2:14:05           | 12 / 71 (100)     |            |            |          |              |        |
| Стефно Гванду Хуче      | Маратон    | 2:14:19      | 2:20:05           | 38 / 71 (100)     |            |            |          |              |        |

### Жене
| Атлетичарка          | Дисциплина | Лични рекорд | Квалификације      | Квалификације      | Полуфинале | Полуфинале | Финале   | Финале       | Детаљи |
| Атлетичарка          | Дисциплина | Лични рекорд | Резултат           | Место              | Резултат   | Место      | Резултат | Место        | Детаљи |
| -------------------- | ---------- | ------------ | ------------------ | ------------------ | ---------- | ---------- | -------- | ------------ | ------ |
| Фаилуна Абди Матанга | 10.000 м   | 31:47,37     |                    |                    |            |            | 32:29,97 | 33 / 50 (72) |        |
| Сара Рамадани        | Маратон    | 2:33:08      | 2:46:23            | 56 / 78 (92)       |            |            |          |              |        |
| Магдалена Шаури      | Маратон    | 2:33:28      | Није завршила трку | Није завршила трку |            |            |          |              |        |